# Estadio León
Estadio León (nieoficjalnie Estadio Nou Camp) – stadion piłkarski położony w meksykańskim mieście León, mogący pomieścić 33 943 widzów. Został otwarty w 1967 roku. Spotkania domowe rozgrywał na nim klub Club León. Na obiekcie zostały rozegrane mecze Mistrzostw Świata w Piłce Nożnej 1970 i Mistrzostw Świata w Piłce Nożnej 1986.